# Atractus titanicus
Atractus titanicus là một loài rắn trong họ Colubridae. Loài này được Passos, Fernandes & Lynch mô tả khoa học đầu tiên năm 2009.